# Tir als Jocs Olímpics d'estiu de 2016 - Pistola de tir ràpid 25 metres masculina
La competició de Pistola de tir ràpid 25 metres masculina als Jocs Olímpics d'Estiu de 2016 es va celebrar del 12 al 13 d'agost al Centre Nacional de Tir.

## Resultat

### Final
| Pos. | Atleta                          | 1 | 2 | 3 | 4 | Int | 5   | Int | 6   | Int | 7   | Int | 8   | Total | Notes |
| ---- | ------------------------------- | - | - | - | - | --- | --- | --- | --- | --- | --- | --- | --- | ----- | ----- |
| 1    | Christian Reitz · Alemanya      | 5 | 4 | 4 | 4 | 17  | 4   | 21  | 4   | 25  | 4   | 29  | 5   | 34    | =RO   |
| 2    | Jean Quiquampoix · França       | 2 | 4 | 5 | 3 | 14  | 5   | 19  | 5   | 24  | 3   | 27  | 3   | 30    |       |
| 3    | Li Yuehong · R.P. de la Xina    | 3 | 5 | 4 | 4 | 16  | 4   | 20  | 2   | 22  | 5   | 27  | N/D | N/D   |       |
| 4    | Zhang Fusheng · R.P. de la Xina | 5 | 4 | 5 | 4 | 18  | 2   | 20  | 1   | 21  | N/D | N/D | N/D | N/D   |       |
| 5    | Leuris Pupo · Cuba              | 5 | 3 | 3 | 4 | 15  | 3   | 18  | N/D | N/D | N/D | N/D | N/D | N/D   |       |
| 6    | Riccardo Mazzetti · Itàlia      | 2 | 2 | 4 | 2 | 10  | N/D | N/D | N/D | N/D | N/D | N/D | N/D | N/D   |       |